# 马扎尔乔纳德
马扎尔乔纳德（匈牙利語：Magyarcsanád）是匈牙利琼格拉德州所辖的一个村。总面积48.19平方公里，总人口1514，人口密度31.4人/平方公里（2011年1月1日）。